# Pristimantis riveti
Pristimantis riveti är en groddjursart som först beskrevs av Raymond Justin Marie Despax 1911.  Pristimantis riveti ingår i släktet Pristimantis och familjen Strabomantidae. IUCN kategoriserar arten globalt som nära hotad. Inga underarter finns listade i Catalogue of Life.